# La Nuit de la peur
Pour plus de détails, voir Fiche technique et Distribution.
La Nuit de la peur (The Spiral Staircase) est un film d'horreur britannique réalisé par Peter Collinson, sorti en 1975
Il s'agit d'un remake du film Deux Mains, la nuit de Robert Siodmak, sorti en 1945.

## Synopsis
Une petite ville de Nouvelle-Angleterre vit dans la terreur d'un maniaque qui ne tue que des femmes handicapées. Une jeune femme, Helen Mallory, est traumatisée par le décès de son mari et leur fille dans un incendie, tous les deux morts sous ses yeux. Muette depuis cette double perte, elle s'apprête à vivre chez sa grand-mère invalide, Mrs. Sherman. Helen rencontre notamment son oncle, le docteur Joe Sherman, et son frère Steven, un homme à la fois hâtif et prétentieux. Mais, très vite, Helen se rend compte que le tueur en série insaisissable tourne autour d'elle et qu'elle devra le démasquer avant qu'il ne s'en prenne à elle et à sa grand-mère.

## Fiche technique
- Titre original : The Spiral Staircase
- Titre français : La Nuit de la peur
- Réalisation : Peter Collinson
- Scénario : Chris Bryant et Allan Scott
- Montage : Raymond Poulton
- Musique : David Lindup
- Photographie : Ken Hodges
- Production : Josef Shaftel (en)
- Sociétés de production : Raven Films
- Sociétés de distribution : Warner Bros.
- Pays d'origine :  Royaume-Uni
- Langue originale : anglais
- Format : couleur
- Genre : horreur
- Durée : 86 minutes
- Dates de sortie : 
  -  Royaume-Uni : 31 janvier 1975
  -  France : 4 juin 1975
- Affiche : Jean Mascii (France)

## Distribution
- Jacqueline Bisset : Helen Mallory
- Christopher Plummer : docteur Joe Sherman
- John Phillip Law : Steven Sherman
- Sam Wanamaker : lieutenant Fields
- Mildred Dunnock : Mrs. Sherman
- Gayle Hunnicutt : Blanche
- Elaine Stritch : l'infirmière
- John Ronane : docteur Rawley
- Sheila Brennan : Mrs. Oates
- Ronald Radd : Oates
- Heather Lowe : Heather
- Christopher Malcolm : le policier